# Kaľava
Kaľava (deutsch Karlsdorf, ungarisch Szepeskárolyfalva – bis 1907 Kalyava) ist eine Gemeinde im Osten der Slowakei mit 399 Einwohnern (Stand 31. Dezember 2024) und gehört zum Okres Spišská Nová Ves, einem Teil des Košický kraj, sowie zur traditionellen Landschaft Zips.

## Geographie
Die Gemeinde befindet sich am Südhang des Braniskogebirges. Das Ortszentrum liegt auf einer Höhe von 560 m n.m. und ist sechseinhalb Kilometer von Krompachy sowie 27 Kilometer von Spišská Nová Ves entfernt.
Nachbargemeinden sind Vojkovce im Norden, Hrišovce im Osten, Richnava im Südosten, Krompachy im Süden, Kolinovce im Südwesten und Spišské Vlachy im Westen.

## Geschichte
Kaľava wurde zum ersten Mal 1300 als Kaloua beziehungsweise Kalyawa schriftlich erwähnt. Bis zur Mitte des 15. Jahrhunderts war es Teil des Herrschaftsguts der Burg Richnava, nach dem Aussterben des Geschlechts Zsigray kam die Ortschaft wiederum zum riesigen Herrschaftsgebiet der Zipser Burg. Somit waren bis zur Abschaffung der Leibeigenschaft im Jahre 1848 die Geschlechter Zápolya, Thurzo und Csáky Gutsherren, Verpachtungen bildeten dabei kürzere Ausnahmen. 1787 hatte die Ortschaft 16 Häuser und 152 Einwohner, 1828 zählte man 28 Häuser und 201 Einwohner, die vorwiegend als Landwirte arbeiteten sowie in das benachbarte Krompachy pendelten.
Bis 1918 gehörte der im Komitat Zips liegende Ort zum Königreich Ungarn und kam danach zur Tschechoslowakei beziehungsweise heute Slowakei.

## Bevölkerung
| Jahr                | 1994 | 2004     | 2014    | 2024    |
| ------------------- | ---- | -------- | ------- | ------- |
| Anzahl der Personen | 399  | 439      | 410     | 399     |
| Unterschied         |      | +10,02 % | −6,60 % | −2,68 % |

| Jahr                | 2023 | 2024    |
| ------------------- | ---- | ------- |
| Anzahl der Personen | 397  | 399     |
| Unterschied         |      | +0,50 % |

Gemäß der Volkszählung 2011 wohnten in Kaľava 421 Einwohner, davon 375 Slowaken, drei Roma und ein Tscheche. Bei 42 Einwohnern liegt keine Angabe zur Ethnie vor.
335 Einwohner bekannten sich zur römisch-katholischen Kirche, zwei Einwohner zur orthodoxen Kirche sowie jeweils ein Einwohner zu den Zeugen Jehovas und zur griechisch-katholischen Kirche. 27 Einwohner waren konfessionslos und bei 55 Einwohnern wurde die Konfession nicht ermittelt.

## Bauwerke
- Kreuzerhöhungskapelle aus dem Jahr 1932